# 12990 Josetillard
12990 Josetillard este o planetă minoră (asteroid), cu un diametru de 3,881 km, din centura de asteroizi. A fost descoperită pe 6 martie 1981 la Observatorul Siding Spring de Schelte J. Bus. 
Obiectul prezintă o orbită caracterizată de o semiaxă mare de 2,4890269 UAi, o excentricitate de 0,06, o înclinație de 3,29592 ° în raport cu ecliptica.